# Ardisia koupensis
Ardisia koupensis là một loài thực vật thuộc họ Myrsinaceae. Đây là loài đặc hữu của Cameroon. Môi trường sống tự nhiên của chúng là rừng ẩm vùng đất thấp nhiệt đới hoặc cận nhiệt đới. Chúng hiện đang bị đe dọa vì mất môi trường sống.